# یواس‌اس مارس (ای‌اف‌اس-۱)
یواس‌اس مارس (ای‌اف‌اس-۱) (به انگلیسی: USS Mars (AFS-1)) یک کشتی بود که طول آن ۵۸۱ فوت (۱۷۷ متر) بود. این کشتی در سال ۱۹۶۳ ساخته شد.